# Casetón de los Moros

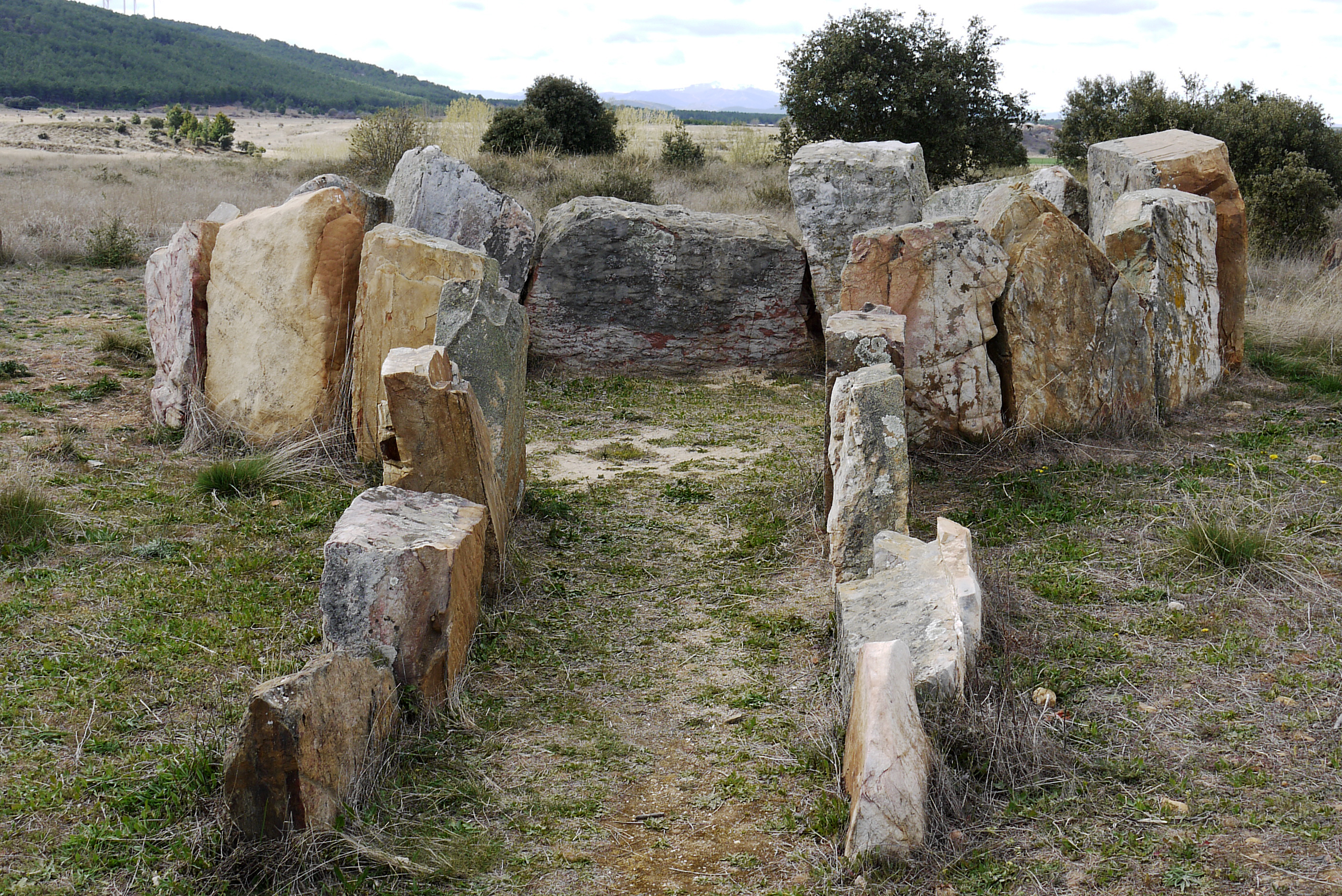
El Caseton de los Moros

Casetón de los Moros (deutsch „Haus der Mauren“) ist der Name eines Dolmens, der in den Carpurias-Hügeln, weniger als einen Kilometer nordwestlich von Arrabalde, bei Granucillo de Vidriales im Norden der Provinz Zamora in Kastilien und León in Spanien auf der Flussterrasse des Río Eria liegt. 
Das Monument wurde durch die intensive Landwirtschaft schwer beschädigt. Die Megalithanlage, von deren Typ mehrere (z. B. El Tesoro, Dolmen de las Peñezuelas, Dolmen von San Adrián) in den Carpurias-Hügeln liegen, mit der ovalen Kammer und dem in Richtung Südosten weisenden Gang stammt aus dem 4. Jahrtausend v. Chr. Die nur noch aus fünf in situ befindlichen Orthostaten bestehende Anlage wurde bei der Restaurierung anhand der Ausgrabungsbefunde durch neue Steinblöcke ergänzt.